# Berliner Tageblatt
El Berliner Tageblatt (BT) fue un periódico en idioma alemán publicado en Berlín, que existió entre 1872 y 1939. Junto con el Frankfurter Zeitung, el Berliner Tageblatt se convirtió en uno de los periódicos liberales de Alemania más importantes de su época.

## Historia
El Berliner Tageblatt fue publicado por primera vez el 1 de enero de 1872, por iniciativa de Rudolf Mosse. Aunque originalmente nació como una gaceta de anuncios, acabó desembocando en un periódico de corte liberal. Pronto se convirtió en uno de los principales diarios liberales de Alemania, superando incluso al Vossische Zeitung. A pesar de sus simpatías liberales, el diario era de hecho leído por muchos "Junkers" alemanes. Entre los círculos políticos más conservadores el Berliner Tageblatt era considerado parte de la Judenpresse ("Prensa judía"), forma despectiva con la se referían a la prensa de tendencia progresista-liberal.
El 5 de enero de 1919, durante la Revolución Espartaquista, la sede del periódico fue ocupada por manifestantes armados del Partido Socialdemócrata Independiente de Alemania (USPD) y los Revolutionäre Obleute, permaneciendo allí durante una semana. Hacia 1920, el BT tennía una circulación diaria de alrededor de 245.000 ejemplares, siendo uno de los más importantes de aquel momento.
Durante la República de Weimar el Berliner Tageblatt fue considerado la bandera insignia de los círculos liberales en Berlín.
El periódico fue particularmente crítico con los nazis y hostil a su programa electoral. Tras el éxito electoral obtenido por el Partido Nazi en las elecciones de 1930 y el posterior desfile de sus milicias paramilitares por las calles de Berlín —que se saldó con numerosos incidentes y agresiones físicas—, en su editorial el Berliner Tageblatt comentó: "Ayer se nos mostró hasta dónde hemos llegado. Y ello nos permitió probar lo que nos esperaría en el Tercer Reich de Hitler".
Aunque sobrevivió a la toma del poder por los nazis, el diario fue finalmente clausurado por las autoridades el 31 de enero de 1939.